# Alec Snow
Alec Snow es un actor australiano, más conocido por haber interpretado a Matt Page en la serie Home and Away.

## Biografía
Terminó la escuela en 2009 y poco después se mudó a Brisbane.
En 2010 audicionó con éxito en el Queensland University of Technology "QUT" para una licenciatura en bellas artes y actuación, de donde se graduó en 2012.
En el 2014 comenzó a salir con la actriz australiana Demi Harman, sin embargo la relación terminó más tarde.

## Carrera
Alec es el líder de una banda llamada "Interim".
El 21 de octubre de 2013 se unió al elenco de la serie Home and Away donde interpreta al estudiante Matt Page, hasta el 21 de marzo del 2017 después de que su personaje decidiera mudarse a Vietnam con Evie y Elly. Al inicio Alec se había unido al elenco como personaje recurrente por tres meses sin embargo en noviembre del mismo año se anunció que Alec se había unido al elenco principal de la serie después de firmar un contrato por tres años.

## Filmografía

### Series de televisión
| Año         | Serie         | Personaje | Notas         |
| ----------- | ------------- | --------- | ------------- |
| 2013 - 2017 | Home and Away | Matt Page | 301 episodios |

### Teatro
| Año  | Obra                  | Personaje        | Director           | Teatro           | Notas                                                             |
| ---- | --------------------- | ---------------- | ------------------ | ---------------- | ----------------------------------------------------------------- |
| 2013 | Holding the Man       | Tim              | David Berthold     | La Boite Theatre | junto a Jerome Meyer, Eugene Gilfedder y Jai Higgs                |
| 2012 | As You Like It        | Hymen/Touchstone | Justin Palazzo-Orr | La Boite Theatre | junto a Helen Howard, Helen Cassidy, Bryan Probets y Thomas Larki |
| -    | Edward II and Le Beau | Edward           | -                  | -                | -                                                                 |
| -    | The Crucible          | Francis          | -                  | -                | -                                                                 |